# فالموريا
فالموريا (بالإيطالية: Valmorea)‏ هي كومونا تقع في إيطاليا في مقاطعة كومو. يقدر عدد سكانها بـ 2,664 نسمة ومساحتها 3.2 كم2 وترتفع عن سطح البحر 400 متر.

## السكان
في سنة 1861 بلغ عدد السكان 838 نسمة، وتطور العدد ليصل في سنة 2017 لـ 2٬666 نسمة.
يظهر هذا المخطط البياني تطور النمو السكاني لـ فالموريا